# کاریولیز

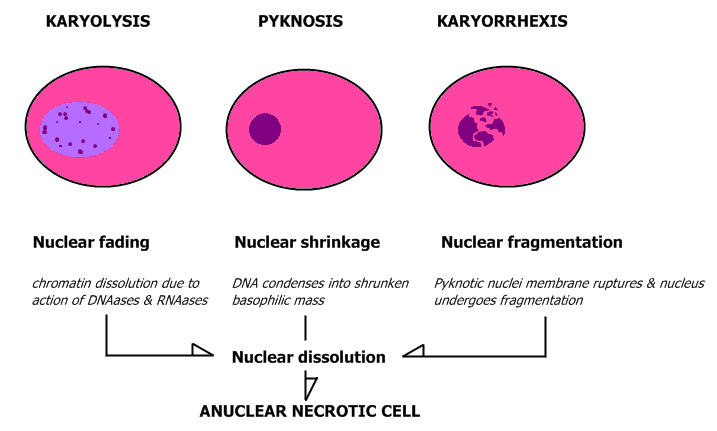
شاخصه‌های ظاهری پیکنوز و سایر انواغ تخریب هستهٔ سلول

کاریولیز (انگلیسی: Karyolysis) به وارفتگی و تجزیهٔ کامل کروماتین توسط آنزیم اندونوکلئاز در سلولی که در حال مرگ است، گفته می شود. پس از این واقعه، امامی سلول با ائوزین قابل رنگ‌آمیزی است. کاریولیز با کاریورکسی مرتبط است و ممکن است نتیجهٔ بافت‌مردگی هم باشد، حال آنکه آپوپتوزی که به‌دنبال کاریورکسی هسته باشد، «اجسام آپوپتوزی» را ایجاد می‌کند.